# Ляпідевський Анатолій Васильович
Анато́лій Васи́льович Ляпіде́вський (рос. Анатолий Васильевич Ляпидевский; 23 березня 1908 — 29 квітня 1983) — радянський військовий і полярний льотчик, генерал-майор авіації (05.06.1946). Герой Радянського Союзу (20.04.1934).

## Життєпис
Народився в селі Біла Глина, волосному центрі Медвеженського повіту Ставропольської губернії Російської імперії (нині — адміністративний центр Білоглинського району Краснодарського краю Росії) в родині православного священника. Росіянин. Трудову діяльність розпочав у 1920 році учнем слюсаря, згодом — ковалем. З 1925 року мешкав у місті Єйську, де у 1926 році закінчив 9 класів школи.
У лавах РСЧА з вересня 1926 року. У 1927 році закінчив Ленінградську військово-теоретичну школу ВПС, а у 1928 році — Севастопольську військову школу морських льотчиків. Військову службу проходив у стройовій частині ВПС Балтійського флоту, потім — льотчиком-інструктором Єйської військової школи морських льотчиків. У 1933 році вийшов у запас.
З квітня 1933 року А. В. Ляпідевський — пілот Далекосхідного управління Цивільного Повітряного Флоту (ЦПФ СРСР). Літав з Хабаровська через Татарську протоку в Александровськ-Сахалінський, згодом перевівся на Крайню Північ. У лютому — березні 1934 року брав участь в рятуванні челюскінців. Здійснив 29 пошукових польотів у складних погодних умовах на літакові АНТ-4. 5 березня виявив табір челюскінців, здійснив посадку на крижину і вивіз звідти 12 людей (10 жінок і 2 дітей).
Вдруге призваний до РСЧА у 1935 році. 21 лютого 1931 року капітанові А. В. Ляпідевському присвоєне позачергове звання «полковник».
Обирався членом Центрального Виконавчого комітету (ЦВК СРСР) у 1935—1937 роках. Депутат Верховної Ради СРСР 1-го скликання (1937—1946).
У 1939 році закінчив Військово-повітряну академію РСЧА імені М. Є. Жуковського і був призначений заступником начальника Головної інспекції Наркомату авіаційної промисловості. Згодом перейшов у Центральний аерогідродинамічний інститут (ЦАГІ), де працював начальником 8-го відділу (відділ експлуатації, льотних випробувань і доведень). З 1940 року — директор авіаційних заводів № 156, № 166, № 288 (Москва — Омськ). У травні — вересні 1942 року — начальник відділу випробувань НДІ ВПС.
Учасник німецько-радянської війни з вересня 1942 року: до грудня 1942 року — заступник командувача ВПС 19-ї армії з тилу; до вересня 1943 року — помічник начальника і начальник відділу польового ремонту 7-ї повітряної армії Карельського фронту.
У 1943—1945 роках — директор дослідного заводу ОКБ Туполєва. У 1945—1949 роках — головний контролер Міністерства держконтролю СРСР. 5 червня 1946 року А. В. Ляпідевському присвоєне військове звання «генерал-майор авіації». З лютого 1949 року — заступник міністра авіаційної промисловості СРСР, з квітня того ж року — директор авіаційного заводу № 25. У 1954—1961 роках — директор дослідного заводу КБ-25 (нині — ВНДІ автоматики), який випускав обладнання для ядерних боєзапасів і атомних електростанцій.
У березні 1961 року генерал-майор авіації А. В. Ляпідевський вийшов у запас. Працював в ОКБ Мікояна: провідним інженером (1962—1965), провідним конструктором (1965—1971), заступником головного інженера з капітального будівництва (з 1971 року).
Мешкав у Москві, де й помер. Похований на Новодівочому цвинтарі.

## Нагороди
Постановою ЦВК СРСР від 20 квітня 1934 року за мужність і героїзм, виявлені при рятуванні челюскінців, Ляпідевському Анатолію Васильовичу присвоєне звання Героя Радянського Союзу з врученням грамоти ЦВК СРСР. Після введення особливого знаку відзнаки — медалі «Золота Зірка» 4 листопада 1939 року отримав нагороду за № 1.
Нагороджений трьома орденами Леніна (20.04.1934, 04.01.1954, 30.04.1954), орденами Жовтневої революції (22.03.1978), Червоного Прапора (06.05.1946), Трудового Червоного Прапора (11.09.1956), Вітчизняної війни 1-го (16.09.1945) та 2-го (04.08.1943) ступенів, «Знак Пошани» (29.07.1960), двома орденами Червоної Зірки (02.11.1944, 03.11.1944) і медалями.

## Вшанування пам'яті
Ім'ям Анатолія Ляпідевського названо вулиці в багатьох містах і населених пунктах Російської федерації.
У селі Біла Глина Краснодарського краю встановлено пам'ятник, у місті Єйську і станиці Старощербинівській — погруддя.
У Москві, на фасаді будинку, в якому жив А. В. Ляпідевський, встановлено меморіальну дошку.